# Megyeri Károly (zenetanár)
Megyeri Károly, Merkel Károly (Békásmegyer, 1830. október 8. – Budapest, 1912. július 17.) zenetanár, gyógypedagógus.

## Életútja
Apja Merkl tanító volt, később Pesten zenetanár. Fia a gimnáziumot Esztergomban és Budán végezte, majd a tanárképző intézetben volt hallgató és oklevelet is nyert. Az 1860-as évek elején tűnt fel először zenei cikkeivel több napilapban, de különösen az idősebb Ábrányi Kornél által szerkesztett Zenészeti Lapokban. Zene- és énektanítással foglalkozott 1876-ig, amikor a vakok intézetéhez tanárnak nevezték ki. 1880-ban a Nemzeti Zenede is megválasztotta tanárának. A zeneelmélet és pedagógia terén kiváló eredményeket mutatott fel.

## Művei
- A zongora tanítás módszertana. Budapest, 1896
- Életemből emlékek. A tizenkilencedik század Budapestjéről mesél a zenede szókész tanára s a rajzoskedvű számvevőszéki tanácsnok; ill. Than László, vál., bev., szerk. Buza Péter, jegyz. Sándor P. Tibor; Budapesti Városvédő Egyesület–Fővárosi Szabó Ervin Könyvtár, Bp., 2007